# Ensamble Vocal de Medellín
La Corporación Ensamble Vocal de Medellín fue creada el 27 de noviembre de 2002, en Medellín, con el Nit. 811038046-5. Tiene como objeto la promoción y el fomento de la actividad musical; la formación de agrupaciones; la creación de eventos y; la promoción, administración y difusión de programas de carácter educativo y cultural.
Hacen parte de la Corporación, las agrupaciones: Ensamble Vocal de Medellín, Capella Nova y Escolanía de Medellín.
Organiza, cada año, el Festival Coral Internacional de Medellín José María Bravo Márquez, que anteriormente, era organizado por el Coro que le da nombre a la Corporación.

Ha desarrollado programas de carácter educativo y cultural con el Ministerio de Cultura, el departamento de Antioquia y la Alcaldía de Medellín.
Igualmente, ha celebrado convenios de asesoría organizacional para Jalisco Canta, en Guadalajara, México.
La Corporación Ensamble Vocal de Medellín, es sin ánimo de lucro, en virtud de lo cual, puede aceptar herencias, donaciones y legados.

PROYECTOS CON LA COMUNIDAD
Ø  Sensibilización musical en escuelas y colegios de Medellín, contrato No. 604 3536 de 2002 con el Municipio de Medellín – Secretaría de Cultura Ciudadana.
Ø  20 conciertos en Circuito coral en Barrios de Medellín – Contrato 1419 de 2003, con el Municipio de Medellín – Secretaría de Cultura Ciudadana. 
Ø  Organización del Festival de Navidad de Medellín “Bienvenida Navidad”, con 10 coros en los barrios populares. Contrato No. 4700000878 de 2003, con el Municipio de Medellín – Secretaría de Cultura Ciudadana. 
Ø  Organización del Festival Coral de Medellín “José María Bravo Márquez” 2002, 2003, 2004, 2005. Con la colaboración del Museo de Antioquia.
Ø  Organización de Música en la Cripta, Conciertos periódicos en las Parroquias de Santa Gema y de La Visitación con diferentes agrupaciones musicales.
Ø  9 conciertos en las nueve regiones del Departamento de Antioquia. 2005.
Ø  Conciertos didácticos participativos para la formación de públicos en el Departamento de Antioquia en Concertación con el Ministerio de Cultura y el Departamento de Antioquia.

## Fundación
En Medellín, varias instituciones musicales nacieron durante los últimos 30 años. La Facultad de Artes de la Universidad de Antioquia fue creada en 1980, y también en esa época, el Colegio de Música de Medellín y el Instituto Musical Diego Echavarría, entre otros. En la Universidad Adventista de Colombia surgieron el coro universitario y el Coro de Cámara, dirigido por Philip Hayden.
Fue creado en 1996 por su actual director Jorge Hernán Arango García. Ensamble Vocal de Medellín tiene como objeto la promoción y el fomento la actividad musical, la formación de agrupaciones musicales, la creación de eventos y la promoción, administración y difusión, de programas de carácter educativo y cultural. 

## Actividades
Organizador del Festival Coral Internacional de Medellín José María Bravo Márquez
PARTICIPACIÓN EN FESTIVALES

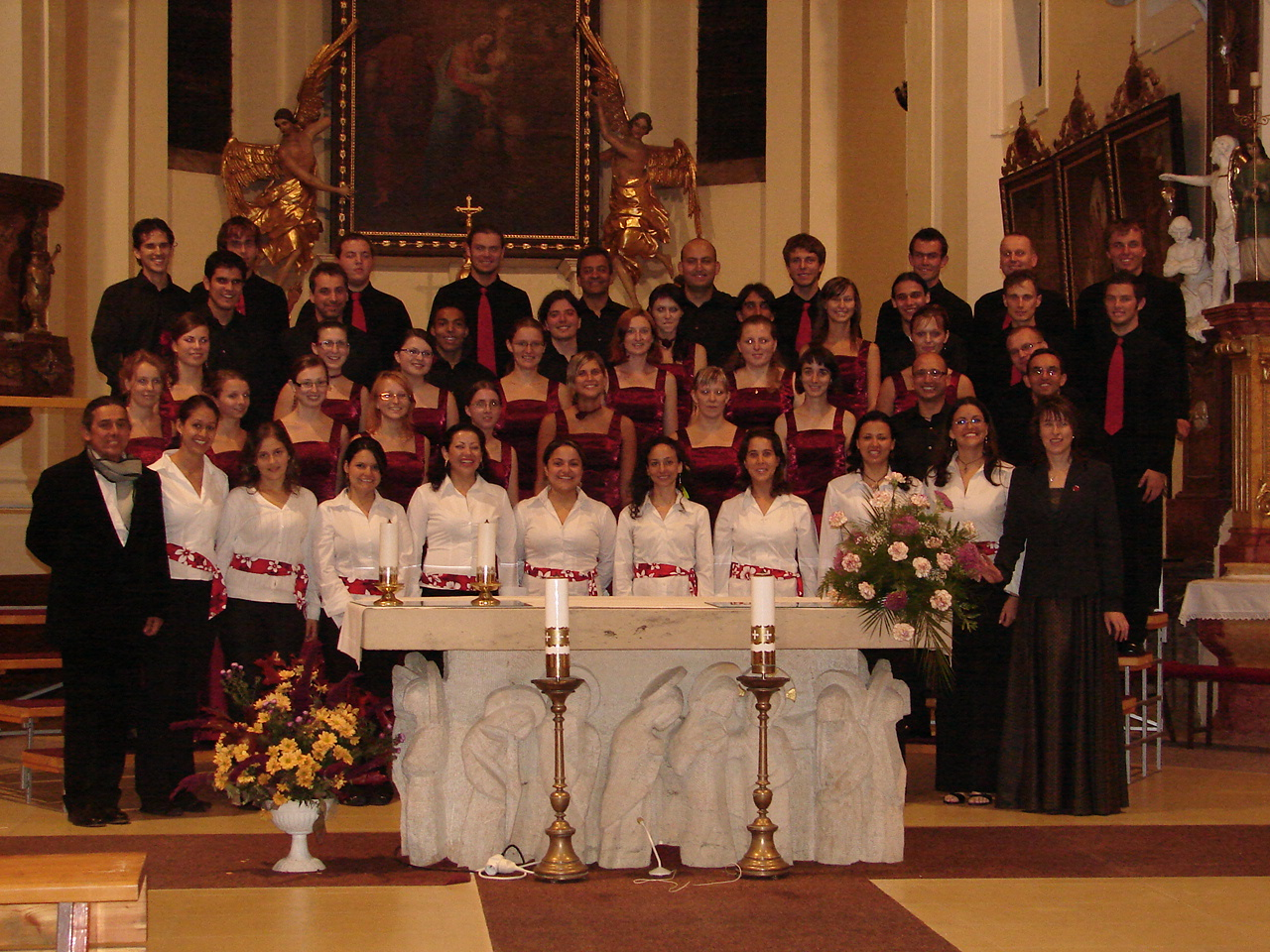
Ensamble Vocal de Medellín, junto con el coro Iuventus Svitavy. Praga, 2007.

Festivales de Música religiosa de Marinilla desde 1996.
Festival Coral religioso de Medellín 2000, 2001, 2002, 2003.
IV Encuentro de Música Coral Colombiana en Buga (Colombia - 2001)
         XVIII Festival Internacional Cant Coral Catalunya Centre (Cataluña – España, 1997).
         III Encuentro Internacional de Coros de Soria (España, 1997).
         Monasterio de Montserrat (España) junto al Coro de la Escolanía de Montserrat en 1997. 
         II Festival Internacional “Caja Duero” de Valladolid y Salamanca (España, 1999).
         XVII Semana Coral Internacional de Álava (País Vasco – España, 1999). 
         Tres conciertos en París, invitado por el Conservatorio de música Jean-Philippe Rameau, la Alianza Francesa y la Embajada de Colombia en Francia en 1999. 
         2003 - Gira por la Argentina (14 conciertos en Buenos Aires, Rosario, Santa fe, Paraná, Venado Tuerto, Campanas, Sunchales, Rufino, San Francisco, Canals).
         Concurso Vivace International Choir Festival 2005 (Veszprém – Hungría, 2005). 
         2007 - Gira por la República Checa: 
September 12th       Castle Chapel, Brandýs nad Labem
September 13th       St Ignatius' Church, Prague
September 13th       Square of the Republic, Prague
September 15th       Church of the Visitation of Virgin Mary, Svitavy
September 16th       Tyl's House Theatre, Poli?ka
September 17th       Two concerts for the High School in Olomouc - Hej?ín, Olomouc
September 18th       Pöttingeum Chapel, Olomouc
September 19th       Ottendorfer's House, Svitavy 
         VI Encuentro Coral de Música Sacra (ECMS) (Mendoza – Argentina, 2010).
Encuentro coral Colombia - Argentina, en el Auditorio Juan Victoria de San Juan – Argentina.
         VII Festival “Sine música nulla vita” (Alemania, mayo de 2013).
         VIII Festival “Sine música nulla vita” (Alemania, mayo de 2015).
         SOUNDS OF THE SEASON ¡El Festival! December 4 de 2016, Universidad de la Florida – Gainesville (Estados Unidos de América)

CONCIERTOS
         Inauguración de la nueva sede del Museo de Antioquia, 2000
         Estreno de la obra "Primavera en la ventana" de Blas Emilio Atehortúa, con motivo de los 50 años del Teatro Pablo Tobón Uribe, 2002.
         Concierto “El Tango una historia cantada”, para piano, bailarines, narrador y coro. Teatro Metropolitano de Medellín “José Gutiérrez Gómez”, 2002, y Teatro Pablo Tobón Uribe, 2003. 
         Participación en la ópera Carmen de Bizet, temporada de ópera de Medellín organizada por Prolírica de Antioquia. 2003, 2004.
         Aniversario de Tonos Humanos, Misa Teresa de Hydn con el coro Tonos Humanos y la Orquesta Sinfónica de EAFIT, bajo la dirección de Cecilia Espinosa. Octubre de 2003.
         Estreno de la Misa de la Visitación de Jorge Hernán Arango, en la Iglesia de la Visitación. 31 de mayo de 2003. 
         Concierto Mil años de la música, compositores colombianos del siglo XX, estreno de Racamandaca de Blas Emilio Atehortúa, 7 de octubre de 2004.
         Concierto oficial de la Orquesta Filarmónica de Medellín, nov 22 de 2004. Interpretando obras de Mozart y Fantasía coral de Beethoven.
         Inauguración de la Biblioteca temática de Empresas Públicas de Medellín. Junio de 2005.
         Concierto Oficial de la Orquesta Filarmónica de Medellín, nov. 22 de 2005, interpretando la Novena Sinfonía de L. V. Beethoven.
         Montaje y presentación del Réquiem de Mozart con la Orquesta Sinfónica Infantil y Juvenil de Medellín, octubre de 2006.
         Inauguración Parque Biblioteca Tomás Carrasquilla - La Quintana. Marzo de 2007.
         Participante en el I Festival Internacional de Tango de Medellín.
         Concierto oficial Filarmed. Bajo la dirección del maestro Frank Markowitsch, con el Junges Ensemble Berlín, interpretando Requiem für Mignon de Robert Schumann; Alt Rhapsodie, de    Johannes Brahms, y Die Erste walpurgisnacht, de Feliz Mendelssohn. 23 de octubre de 2015.
         Concierto de Navidad en el Teatro Metropolitano con la Orquesta Filarmónica de Medellín, diciembre de 2018.

GRABACIONES
1.        De lo profano, disco compacto con música popular latinoamericana. 1998.
2.        Noche de paz. Villancicos universales. 2000.
3.        Concierto en Venado Tuerto (Argentina), 2003.
4.        Colombia coral, concierto en vivo de julio de 2005.
5.        Legado Coral de José María Bravo Márquez para la Biblioteca Pública Piloto en concertación con el Ministerio de Cultura. 2007.
6.        De lo Sacro, disco compacto con música sacra. Grabada en concierto en 2009.
7.        Colombia a capela, temporada 2013.
8.        Ensamble Vocal Raíces – 20 años. 2015. 
9.        Spirituals y poemas en concierto. 2017